# Jens Bergensten
Jens Bergensten (Örebro, 18 mei 1979) is een Zweedse spelprogrammeur en -ontwerper bij Mojang Studios in Stockholm.
Bergensten begon op een leeftijd van 11 jaar met programmeren. Op zijn 21e startte hij bij Korkeken Interactive als computerspelprogrammeur. Vanwege een studie computerwetenschappen in Lund verhuisde hij naar Malmö. In 2008 rondde hij deze studie af.
In 2009 verhuisde hij naar Stockholm, waar hij een jaar later bij Mojang ging werken als programmeur. In 2011 kreeg hij de volledig controle over de ontwikkeling van Minecraft.
In 2013 plaatste The Times zowel Bergensten als Mojang-oprichter Markus Persson op de lijst van 100 meest invloedrijke personen.
Na de overname van Mojang door Microsoft in 2014 bleef Bergensten in dienst. Vanaf 2018 is Bergensten Chief Creative Officer bij Mojang.
Bergensten heeft een partner en een kind.